# Alexander Tipold
Alexander Tipold (* 25. Juli 1967 in Wien) ist ein österreichischer Rechtswissenschaftler.

## Leben
Nach der Matura 1985 am Theresianum absolvierte er von 1985 bis 1990 das Diplomstudium der Rechtswissenschaften (Sponsion 1990). Nach der Promotion 1993 und der Habilitation 2002 ist er seit 2002 außerordentlicher Universitätsprofessor für Strafrecht und Strafprozessrecht am Institut für Strafrecht und Kriminologie an der Universität Wien.
Seine Forschungsschwerpunkte sind Straf- und Strafprozessrecht, Medizin- und Wirtschaftsstrafrecht und Nebenstrafrecht.

## Schriften (Auswahl)
- Rücktritt und Reue. Rücktritt vom Versuch und verwandte Bestimmungen. Wien 2002, ISBN 3-7083-0099-8.
- mit Alois Birklbauer, Marianne Johanna Hilf, Cathrine Konopatsch, Florian Messner, Klaus Schwaighofer und Stefan Seiler: StGB – Strafgesetzbuch. Praxiskommentar. Wien 2018, ISBN 3-7089-1616-6.
- mit Alois Birklbauer und Marianne Johanna Lehmkuhl: Strafrecht Besonderer Teil I. §§ 75-168d StGB. Wien 2020, ISBN 3-7089-1866-5.
- mit Christian Bertel und Andreas Venier: Strafprozessrecht. Wien 2020, ISBN 3-214-14950-4.